# Renée Felice Smith
Renée Felice Smith (ur. 16 stycznia 1985) – amerykańska aktorka filmowa i telewizyjna.

## Życiorys
Renée Felice Smith urodziła się 16 stycznia 1985 roku. Zagrała w kilku filmach takich jak:  Z dystansu, Code Academy, Sitter Cam i serialach 	Viralcom, The Wyoming Story, Agenci NCIS: Los Angeles. W 2015 roku otrzymała nominację do nagrody SET Award for Portrayal. W 2013 roku otrzymała nagrodę Nell Shipman Best Directors Award na festiwalu Long Island Film Festival za reżyserię filmu Young(ish).

## Filmografia

### Filmy
- 2011: Z dystansu jako Missy
- 2013: That Thing with the Cat jako Emma
- 2014: Code Academy jako Frankie
- 2014: Sitter Cam jako Jess

### Seriale telewizyjne
- 2008: Viralcom jako Przesłuchująca aktorów
- 2009: Agenci NCIS: Los Angeles jako Nell Jones
- 2010: The Wyoming Story jako Dinah Thorpe